# Granatstrupe
Granatstrupe (Lamprolaima rhami) är en fågel i familjen kolibrier.

## Utbredning och systematik
Fågeln förekommer i bergsområden i Centralamerika från södra Mexico till Guatemala, El Salvador och Honduras. Arten är den enda i släktet Lamprolaima. 

## Status
Arten har ett stort utbredningsområde och beståndet anses vara stabilt. Internationella naturvårdsunionen IUCN listar den därför som livskraftig (LC). Beståndet uppskattas till i storleksordningen 20 000 till 50 000 vuxna individer.

## Namn
Fågelns vetenskapliga artnamn hedrar Henri-Casimir de Rham (1785-1873), schweizisk diplomat i USA tillika grundare av New York Swiss Benevolent Society, affärsman, naturforskare och samlare av specimen.